# Eveline Kooijman
Eveline Kooijman (* 1980 in Dordrecht) ist eine niederländische in Deutschland lebende Fotografin.

## Leben
Kooijman studierte von 1999 bis 2003 Journalistik an der Hochschule Utrecht (Hogeschool Utrecht) und absolvierte dann von 2006 bis 2008 an der Amsterdamer Fotofachschule (Fotovakschool) ein Fachstudium der Fotografie. Während ihrer Studienzeit war sie als Redakteurin kurzzeitig 2001 bei der AD, Ende 2002 bei der Trouw, von 2003 bis 2007 bei Wandelnet tätig. Von 2003 bis 2009 arbeitete sie außerdem als freiberufliche Autorin, Redakteurin, Bildredakteurin und Lektorin für verschiedene niederländische Verlage im Bereich Reise- und Freizeitbücher.
Seit 2010 lebt sie in Regensburg  und Beratzhausen und betätigt sich im Genre der Philosophischen Fotografie.  2017 erfolgte der Umzug mit Atelier nach Straubing.
Unter anderem erwarben die Bayerischen Staatsgemäldesammlungen, die Stadt Straubing, die Stadt Schwandorf und die Kunstsammlung des Bezirks Oberpfalz Arbeiten von ihr.
Sie ist Mitglied des Berufsverbandes Bildender Künstler Niederbayern/Oberpfalz, sowie Mitglied des Neuen Kunstvereins Regensburg.
2014 erhielt Eveline Kooijman die Debütantenförderung des Bayerischen Staatsministeriums für Bildung und Kultus, Wissenschaft und Kunst und wurde mit dem Kulturpreis des Bezirks Oberpfalz in der Kategorie Fotografie für ihre „feinsinnigen und sensiblen Fotoserien“ ausgezeichnet.

## Ausstellungen
- 2010: Atelierprofile 4, Neuer Kunstverein Regensburg
- 2011: Atelierprofile 5, Neuer Kunstverein Regensburg
- 2012: Kunstkooperation Regensburg Brixen, Historisches Museum Regensburg
- 2012: Vom Wasser, Galerie Peter Bäumler, Regensburg
- 2012: Anima & Materie – Außenperspektiven, Sigismundkapelle, Regensburg
- 2013: LAND – Fotografie im Oberpfälzer Künstlerhaus, Schwandorf
- 2013: 24+7 photo awards, junior photographers, twentyfour-7, Berlin
- 2013: 1. Regensburger Kunstmesse, Salzstadel, Regensburg
- 2014: come together, Neuer Kunstverein Regensburg
- 2014: 3 x junge Kunst, Kunst- und Gewerbeverein Regensburg
- 2014: 48. Kötztinger Kunstausstellung
- 2014: Nordgautag, Cordonhaus, Cham
- 2014: Beyond I Like, Galerie Pablo & Paul, artLABOR, München
- 2015: Nova Noir, Schlachthof Straubing
- 2015: „GWAX“, Kunstverein GRAZ Regensburg
- 2015: Draußen, Oberpfälzer Künstlerhaus
- 2015: NOT DARK YET, Kunsthaus Troisdorf, Troisdorf
- 2016: Nicht entflammbar, Alte Feuerwache Loschwitz, Dresden
- 2016: Ein Flüstern aus Laub und Sternen, Augenklinik Regensburg, Regensburg[9]
- 2016: 90. Jahresschau des Kunst- und Gewerbevereins, Regensburg
- 2016: Große Ostbayerische Kunstausstellung, BBK, Regensburg
- 2016: VIS A VIS, Burg Obernberg am Inn, Österreich
- 2016: Hinter den Fassaden, AtelierHaus Neukirchen
- 2016: Räume, Sparkassen-Zentrale, Regensburg
- 2018: achthundert - Bassd scho, Städtische Galerie Halle II, Straubing[10]

## Kunstmessen
- 2014: 24. Kunstmesse, Frauenmuseum, Bonn
- 2015: ArtMuc, München München
- 2015: ArtFair, Köln Köln

## Auszeichnungen
- 2014: Kulturpreis des Bezirks Oberpfalz in der Kategorie Fotografie[11]